# Сайгин, Владимир Сергеевич
Владимир Сергеевич Сайгин (29 июля 1917—1992) — советский шахматист, мастер спорта СССР (1943). Техник-электрик.
Чемпион Белорусской ССР (1947, 1949—1951, 1952 — вместе с Исааком Болеславским, 1953 — вместе с Алексеем Суэтиным, 1954).
В чемпионате Литовской ССР (1947) разделил 2—3-е места.
В составе сборной Белорусской ССР участник 5-и первенств СССР между командами союзных республик (1953—1958, 1962—1963). Стал бронзовым призёром данного соревнования в 1963 году, а также выиграл 2 медали в индивидуальном зачёте — серебряную (1955, играл на 3-й доске) и бронзовую (1953, играл на 2-й доске).
В составе ЦС ДСО «Спартак» серебряный призёр 1-го командного кубка СССР (1952) в Одессе.
В первенстве ЦС ДСО «Спартак» (1955) — 1—2-е места.
Лучшие результаты в полуфиналах первенства СССР: XVI — 5—6-е, XVIII — 4—5-е места.
Участник командных встреч с шахматистами Польши и Венгрии.